# يو إف سي ليلة القتال: سيهودو ضد ديلاشو
يو إف سي ليلة القتال: سيهودو ضد ديلاشو (بالإنجليزية: UFC Fight Night: Cejudo vs. Dillashaw)‏ هو حدث لفنون القتال المختلطة نظمته يو إف سي، أُقيم في 19 يناير 2019، على باركليز سنتر في بروكلين، نيويورك، الولايات المتحدة.